# Rabós
Rabós ist eine katalanische Gemeinde mit der offiziellen Bezeichnung Rabós de l’Empordà in der Provinz Girona im Nordosten Spaniens. Sie liegt in der Comarca Alt Empordà.

## Lage
Rabós liegt wenige Kilometer östlich von der Autopista AP-7 entfernt und befindet sich nordwestlich der Gemeinde Garriguella, nördlich von Peralada, südöstlich von Espolla und östlich von Mollet de Peralada.

## Wirtschaft
Die Gemeinde ist landwirtschaftlich geprägt und es werden überwiegend Weinstöcke und Olivenbäume kultiviert; die geernteten Weintrauben und Oliven werden in der örtlichen Kooperative zu Wein und Olivenöl weiterverarbeitet und unter der garantierten Herkunftsbezeichnung Empordà in den Handel gebracht.

## Sehenswürdigkeiten
- Església de Sant Julià de Rabós
- Pont de Rabós
- Monestir de Sant Quirze de Colera
- Santa Maria de Colera
- Dolmen de les Comes Llobres dels Pils
- Dolmen del Solar d'en Gibert
- Dolmen von Dofines
- Menhir del Mas Roqué
- Sant Romà de Delfià

## Fotos

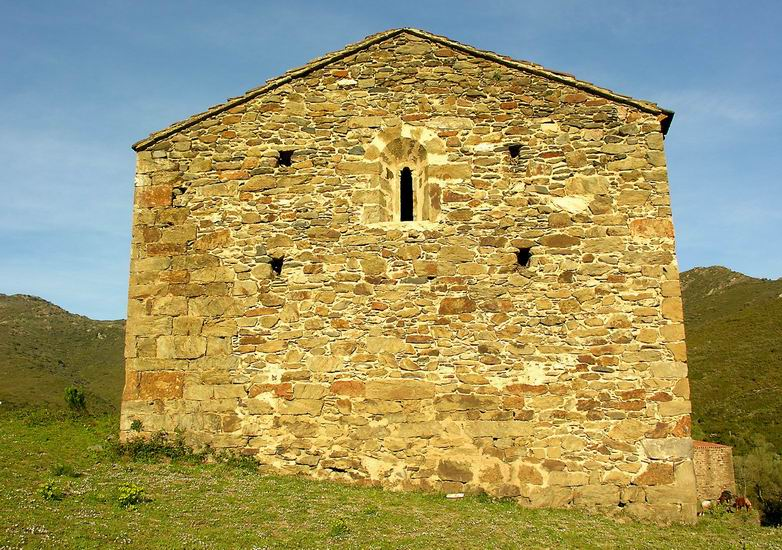
Santa Maria de Colera
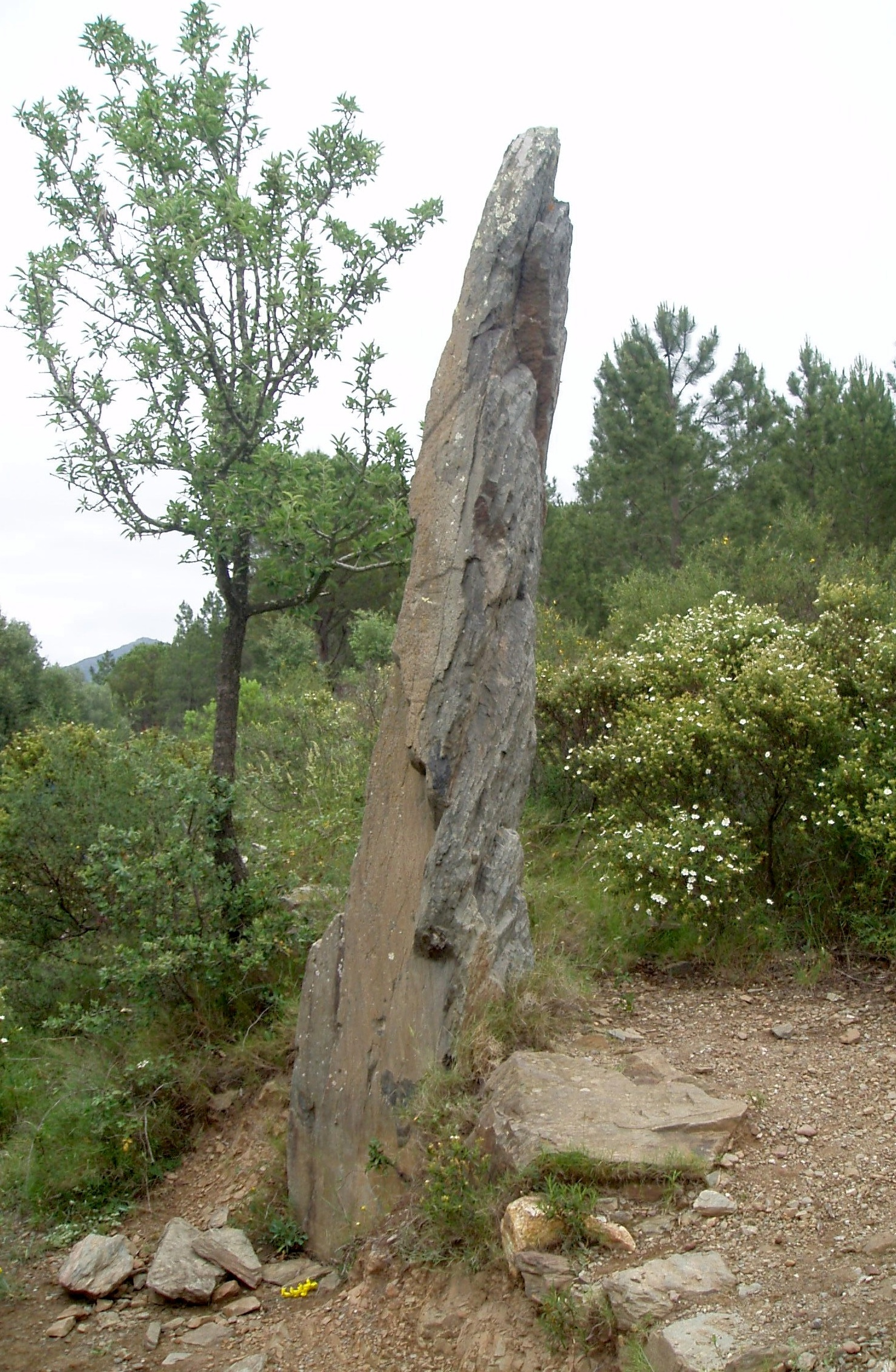
Menhir Mas Roque
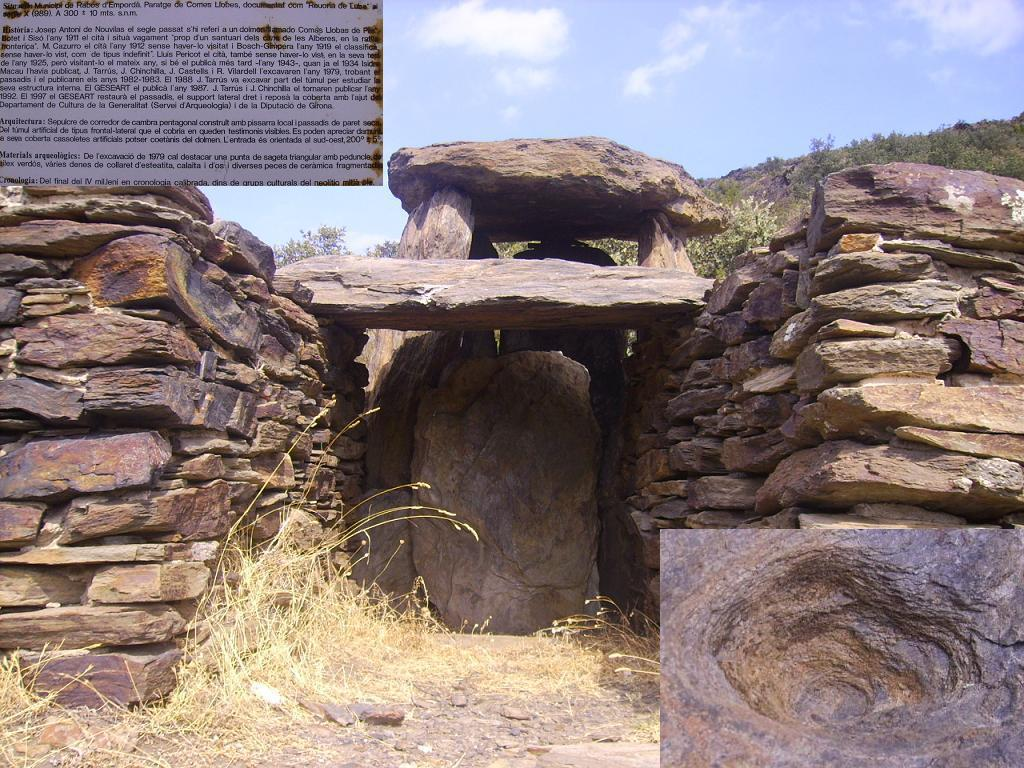
Dolmen Comes Llobes dels Pils
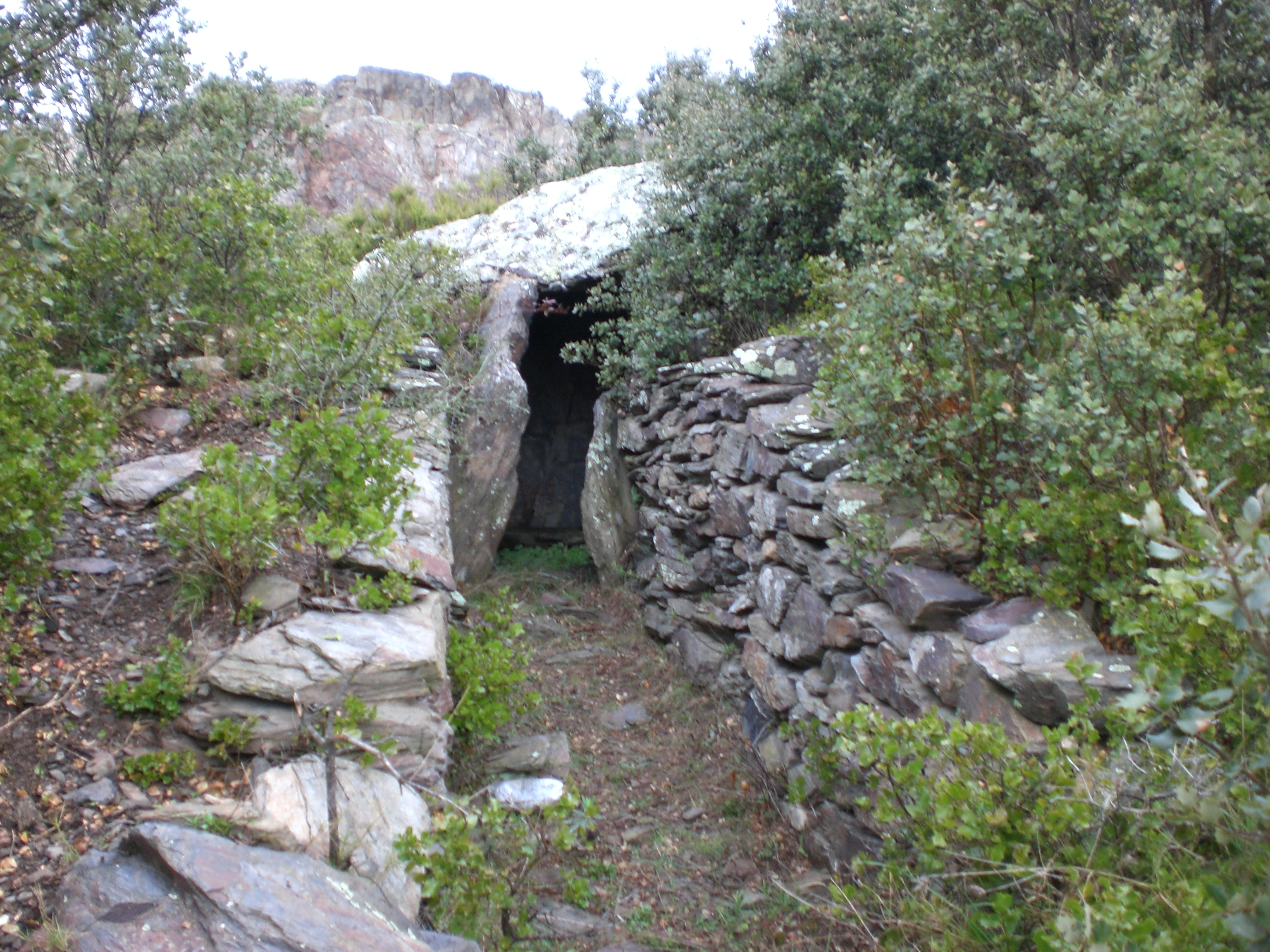
Dolmen von Gibert
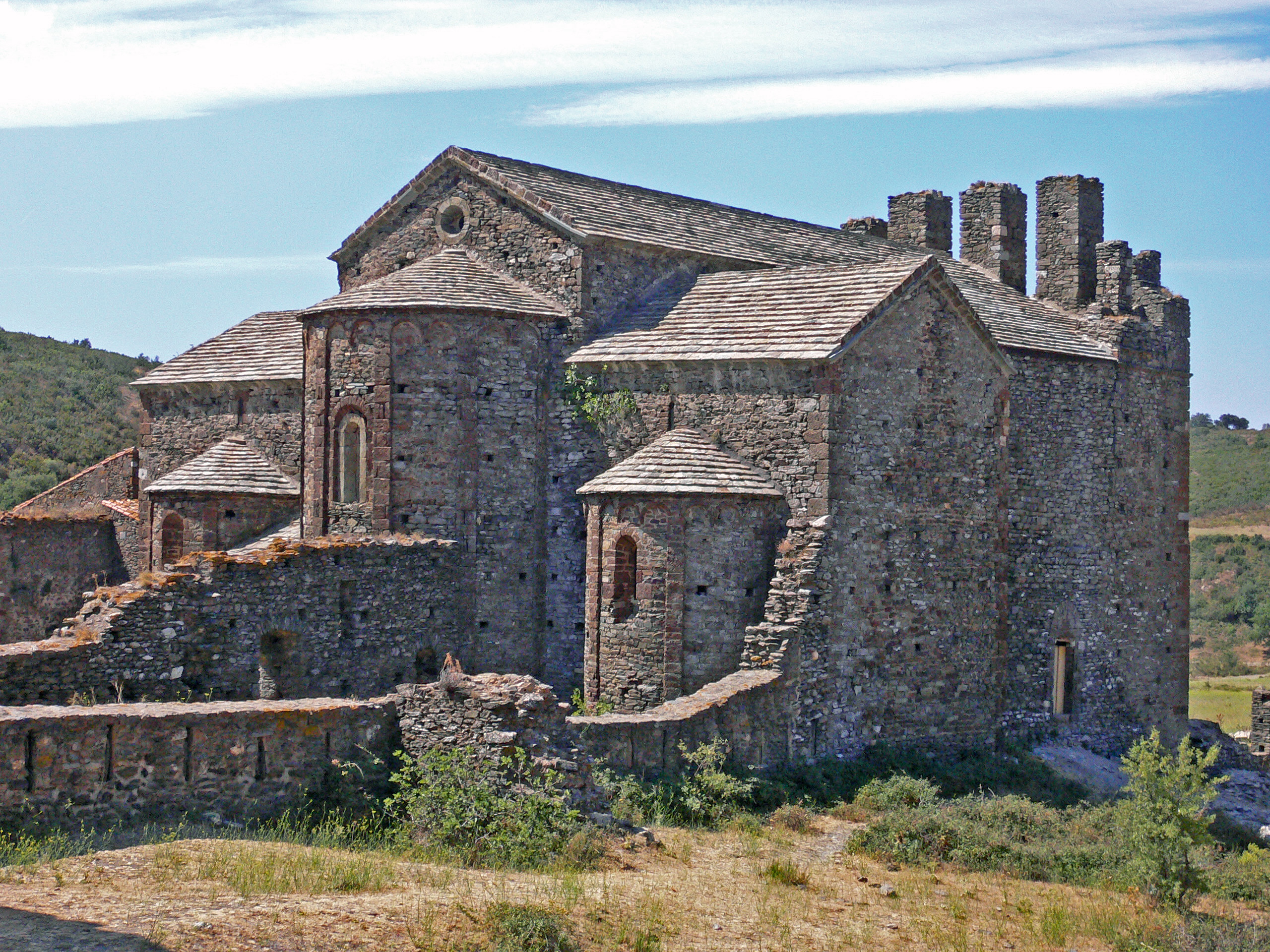
Sant Quirze de Colera
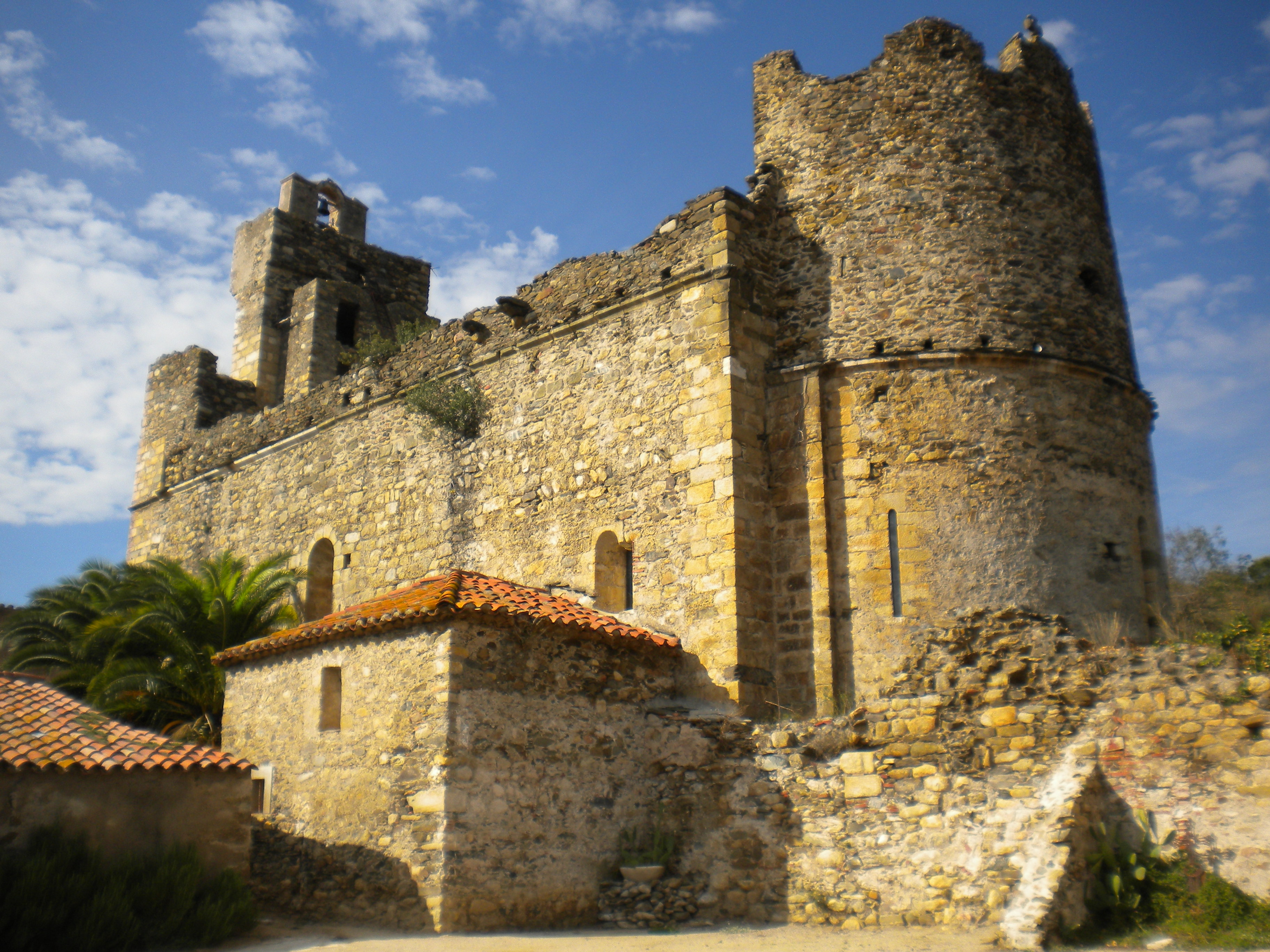
Sant Julià